# Homolýza
Jako homolýza (z řeckého ὅμοιος, homoios, „stejný“, a λύσις, lusis, „štěpení“) či homolytické štěpení se v chemii označuje rozpojování chemických vazeb neutrální molekuly za vzniku dvou volných radikálů. Tedy dva elektrony, které se účastní vazby, se rozdělí po jednom do každého ze vzniklých radikálů. Každý z těchto dosud kovalentně sdílených elektronů je „stažen“ vždy jedním atomem z každého radikálu.
Takové reakce lze vyvolat ozářením v ultrafialové oblasti (včetně slunečního světla) nebo peroxidem. Vyšší teploty bez přítomnosti vzduchu (pyrolýza) mohou taktéž vyvolat homolytickou eliminaci uhlíkových sloučenin.
Energie figurující v tomto procesu se nazývá vazebná disociační energie (BDE). K rozštěpení vazby může dojít také procesem nazvaným heterolýza (heterolytické štěpení).
V biologii se jako homolýza označuje proces dělení buněk, kdy z jedné buňky vznikají dvě stejně velké buňky dceřiné. Obecně pojem znamená rozštěpení či rozpad („lýzu“) na stejné části (homo = stejný).